# Ніл Фрейзер
Ніл Фрейзер (англ. Neale Fraser; 3 жовтня 1933 — 2 грудня 2024) — австралійський тенісист.
Найвищу одиночну позицію світового рейтингу — 1 місце досяг 1959 (за даними Ленса Тінґея), парну — 1 місце — 1959 року.
Здобув 37 одиночних титулів.
Перемагав на турнірах Великого шолома в одиночному, парному та змішаному парному розрядах.
Завершив кар'єру 1977 року.

## Фінали турнірів Великого шолома

### Одиночний розряд: 7 (3–4)
| Результат | Рік  | Турнір               | Покриття | Суперник     | Рахунок                 |
| --------- | ---- | -------------------- | -------- | ------------ | ----------------------- |
| Поразка   | 1957 | Чемпіонат Австралії  | Трава    | Ешлі Купер   | 3–6, 11–9, 4–6, 2–6     |
| Поразка   | 1958 | Вімблдонський турнір | Трава    | Ешлі Купер   | 6–3, 3–6, 4–6, 11–13    |
| Поразка   | 1959 | Чемпіонат Австралії  | Трава    | Алекс Олмедо | 1–6, 2–6, 6–3, 3–6      |
| Перемога  | 1959 | Чемпіонат США        | Трава    | Алекс Олмедо | 6–3, 5–7, 6–2, 6–4      |
| Поразка   | 1960 | Чемпіонат Австралії  | Трава    | Род Лейвер   | 7–5, 6–3, 3–6, 6–8, 6–8 |
| Перемога  | 1960 | Вімблдонський турнір | Трава    | Род Лейвер   | 6–4, 3–6, 9–7, 7–5      |
| Перемога  | 1960 | Чемпіонат США        | Трава    | Род Лейвер   | 6–4, 6–4, 10–8          |

### Парний розряд: 18 (11–7)
| Результат | Рік  | Турнір                    | Покриття | Партнер           | Суперники                          | Рахунок                  |
| --------- | ---- | ------------------------- | -------- | ----------------- | ---------------------------------- | ------------------------ |
| Поразка   | 1954 | Чемпіонат Австралії       | Трава    | Клайв Вайлдерспін | Рекс Гартвіг Мервін Роуз           | 3–6, 4–6, 2–6            |
| Поразка   | 1954 | Вімблдонський турнір      | Трава    | Кен Роузволл      | Рекс Гартвіг Лью Гоуд              | 5–7, 4–6, 3–6            |
| Перемога  | 1957 | Чемпіонат Австралії       | Трава    | Лью Гоуд          | Мал Андерсон Ешлі Купер            | 6–3, 8–6, 6–4            |
| Поразка   | 1957 | Вімблдонський турнір      | Трава    | Лью Гоуд          | Бадж Петті Гарднар Маллой          | 10–8, 4–6, 4–6, 4–6      |
| Перемога  | 1957 | Чемпіонат США             | Трава    | Ешлі Купер        | Гарднар Маллой Бадж Петті          | 4–6, 6–3, 9–7, 6–3       |
| Перемога  | 1958 | Чемпіонат Австралії       | Трава    | Ешлі Купер        | Рой Емерсон Боб Марк               | 7–5, 6–8, 3–6, 6–3, 7–5  |
| Поразка   | 1958 | Вімблдонський турнір      | Трава    | Ешлі Купер        | Свен Давідсон Ульф Шмідт           | 4–6, 4–6, 6–8            |
| Перемога  | 1958 | Чемпіонат Франції         | Ґрунт    | Ешлі Купер        | Роберт Гау Ейб Сегал               | 3–6, 8–6, 6–3, 7–5       |
| Поразка   | 1959 | Чемпіонат Франції         | Ґрунт    | Рой Емерсон       | Нікола П'єтранджелі Орландо Сірола | 3–6, 2–6, 12–14          |
| Перемога  | 1959 | Вімблдонський турнір      | Трава    | Рой Емерсон       | Род Лейвер Боб Марк                | 8–6, 6–3, 14–16, 9–7     |
| Перемога  | 1959 | Чемпіонат США             | Трава    | Рой Емерсон       | Ерл Бухголц Алекс Олмедо           | 3–6, 6–3, 5–7, 6–4, 7–5  |
| Поразка   | 1960 | Чемпіонат Австралії       | Трава    | Рой Емерсон       | Род Лейвер Боб Марк                | 6–1, 2–6, 4–6, 4–6       |
| Перемога  | 1960 | Чемпіонат Франції         | Ґрунт    | Рой Емерсон       | Хосе-Луїс Арілья Андрес Хімено     | 6–2, 8–10, 7–5, 6–4      |
| Перемога  | 1960 | Чемпіонат США             | Трава    | Рой Емерсон       | Род Лейвер Боб Марк                | 9–7, 6–2, 6–4            |
| Перемога  | 1961 | Вімблдонський турнір      | Трава    | Рой Емерсон       | Боб Г'юїтт Фред Столл              | 6–4, 6–8, 6–4, 6–8, 8–6  |
| Перемога  | 1962 | Чемпіонат Австралії       | Трава    | Рой Емерсон       | Боб Г'юїтт Фред Столл              | 4–6, 4–6, 6–1, 6–4, 11–9 |
| Перемога  | 1962 | Чемпіонат Франції         | Ґрунт    | Рой Емерсон       | Вільгельм Бунгерт Крістіан Кунке   | 6–3, 6–4, 7–5            |
| Поразка   | 1973 | Вімблдонський турнір 1973 | Трава    | Джон Купер        | Джиммі Коннорс Іліє Настасе        | 6–3, 3–6, 4–6, 9–8, 1–6  |

### Мікст: 7 (5–2)
| Результат | Рік  | Турнір               | Покриття | Партнер               | Суперники                      | Рахунок         |
| --------- | ---- | -------------------- | -------- | --------------------- | ------------------------------ | --------------- |
| Перемога  | 1956 | Чемпіонат Австралії  | Трава    | Берил Пенроуз         | Мері Говтон Рой Емерсон        | 6–2, 6–4        |
| Поразка   | 1957 | Вімблдонський турнір | Трава    | Алтея Гібсон          | Дарлін Гард Мервін Роуз        | 4–6, 5–7        |
| Перемога  | 1958 | Чемпіонат США        | Трава    | Маргарет Осборн Дюпон | Марія Буено Алекс Олмедо       | 6–3, 3–6, 9–7   |
| Поразка   | 1959 | Вімблдонський турнір | Трава    | Марія Буено           | Дарлін Гард Род Лейвер         | 4–6, 3–6        |
| Перемога  | 1959 | Чемпіонат США        | Трава    | Марґарет Осборн       | Дженет Гоппс Едкіссон Боб Марк | 7–5, 13–15, 6–2 |
| Перемога  | 1960 | Чемпіонат США        | Трава    | Марґарет Осборн       | Марія Буено Антоніо Палафокс   | 6–3, 6–2        |
| Перемога  | 1962 | Вімблдонський турнір | Трава    | Марґарет Осборн       | Енн Джонс Денніс Ролстрон      | 2–6, 6–3, 13–11 |

## Виступи у турнірах Великого шолома
| W | Ф | ПФ | ЧФ | #Р | КТ | К# | DNQ | A | NH |

### Одиночний розряд
| Турнір                                 | 1952 | 1953 | 1954 | 1955 | 1956 | 1957 | 1958 | 1959 | 1960 | 1961 | 1962 | 1963 | 1964 | 1965 | 1966 | 1967 | 1968 | 1969 | 1970 | 1971 | 1972 | 1973 | 1974 | 1975 | SR     | В-П    | Win % |
| -------------------------------------- | ---- | ---- | ---- | ---- | ---- | ---- | ---- | ---- | ---- | ---- | ---- | ---- | ---- | ---- | ---- | ---- | ---- | ---- | ---- | ---- | ---- | ---- | ---- | ---- | ------ | ------ | ----- |
| Відкритий чемпіонат Австралії з тенісу | 3р   | 2р   | 2р   | 3р   | ПФ   | Ф    | ПФ   | Ф    | Ф    |      | ПФ   |      |      |      |      |      | 3р   |      |      |      | 3р   | 1р   | 1р   | 1р   | 0 / 15 | 29–15  | 65.9  |
| Відкритий чемпіонат Франції з тенісу   |      |      | 3р   |      |      | ЧФ   | ЧФ   | ПФ   | ЧФ   |      | ПФ   |      |      | 2р   |      |      |      |      |      |      |      |      |      |      | 0 / 7  | 20–7   | 74.1  |
| Вімблдонський турнір                   |      |      | 2р   | 1р   | ЧФ   | ПФ   | Ф    | ЧФ   | П    | 4р   | ПФ   |      |      | 3р   |      |      |      |      |      |      | 1р   | 1р   | 2р   | 1р   | 1 / 14 | 38–13  | 74.5  |
| Відкритий чемпіонат США з тенісу       |      |      | 4р   | 4р   | ПФ   | 3р   | ПФ   | П    | П    |      |      |      |      |      |      |      |      |      |      |      |      |      |      |      | 2 / 7  | 32–5   | 86.5  |
| В-П                                    | 1–1  | 1–1  | 7–4  | 4–3  | 12–3 | 14–4 | 17–4 | 18–3 | 21–2 | 3–1  | 13–3 |      |      | 3–2  |      |      | 2–1  |      |      |      | 2–2  | 0–2  | 1–2  | 0–2  | 3 / 43 | 119–40 | 74.8  |